# 李麟栄
李 麟栄（り りんえい、イ・イニョン、이인영、1868年9月23日 - 1909年9月20日)は旧韓国末の義兵長。雅名は中南。

## 生涯
京畿道驪州出身で儒学を習い、1895年に乙未事変が起きると驪州を基盤に挙兵した。しかし、義兵の力では官軍と日本軍に太刀打ちできず、解散令と共に義兵隊を解体して聞慶で隠遁生活をした。
10年後の1905年に第二次日韓協約締結以後再び全国的に義兵抗争が起きた。1907年に江原道原州で義兵隊を組織した李殷瓚の勧誘で関東倡義大将を引き受け、檄文を流し、挙兵した。
この頃多くの地域で義兵活動が散開され、これらの義兵統合運動が湧きあがり、義兵組織は漢城府侵攻計画を立てて連合軍13道倡義軍を構成した。許蔿とともに連合軍結成を主導し13道倡義軍の総帥に上がった。旗下の義兵数は約8千余人ほどで、許蔿・閔肯鎬・李康秊など有名な義兵長が行動を共にした。
1908年1月13道倡義軍は結社隊員を選抜して檄文を外国領事館に伝達後楊州市からソウル侵攻を開始した。しかし、力不足で敗退してソウル奪還に失敗した直後の1月28日、父親の喪に服すため総帥を辞任した。以後仮名を使いながら隠れて過ごし、許蔿が代わりに指揮を引き受けた連合軍は官軍に殲滅され許蔿は死刑となった。
3年間身を隠したが1909年6月7日に忠清北道で逮捕された。獄中で天皇との面談を要求したが、すぐ死刑宣告を受けて西大門刑務所の前身である京城監獄で絞首刑に処された。
1962年に建国勲章大統領章が追贈された。弟李殷栄も建国勲章を受けた独立活動家である。

## 参考サイト
- 대한민국 국가보훈처, 네이버 캐스트, 1993년
- 경상북도 이지홈, 자랑스런 경북인 - 이인영
- 오영섭, 《고종황제와 한말의병》  (현대한국학연구소 학술총서 12), 도서출판선인. 2007년 - 제3부 한말 고종세력과 연합의병장의 관계
- 韓国学中央研究院、『韓国民族文化大百科事典』박광성(인하대학교, 한국사)執筆『 이인영 (李麟榮) 2025年6月7日閲覧。』。